# Машинное доение
Автоматическое доение — доение молочных животных, особенно молочного скота, без участия человека. Автоматические доильные системы, также называемые системами добровольного доения, были разработаны в конце XX века. Они были коммерчески доступны с начала 1990-х годов. Ядром таких систем, позволяющих полностью автоматизировать процесс доения, является тип[уточнить] сельскохозяйственного робота. Поэтому автоматизированное доение также называют роботизированным доением. Обычные системы основаны на использовании компьютеров и специального программного обеспечения для управления стадом. Их также можно использовать для наблюдения за состоянием здоровья коров.